# Paróquia São Lourenço (Urupês)
A Paróquia São Lourenço ou Igreja Matriz São Lourenço do município de Urupês, interior do estado de São Paulo, é uma paróquia da Igreja Católica, pertencente à diocese de Catanduva, também interior de São Paulo. 
Foi fundada em 1929 por conta de um decreto do bispo diocesano de São Carlos do Pinhal, na qual a paróquia pertencia, Dom José Marcondes Homem de Melo da divisão do Município de Paz de Mundo Novo da paróquia de Itajobi. A Paróquia São Lourenço é uma das 33 paróquias da diocese de Catanduva, interior de São Paulo. A diocese está atualmente sob o ministério episcopal do bispo diocesano, Revmo. Sr. Dom Otacílio Luziano da Silva precedido pelo bispo emérito Dom Antônio Celso de Queiroz, que ministrou a diocese de 2000 a 2010.
Hoje, a paróquia dedicada a São Lourenço, mártir, santo que morreu queimado por amor à Igreja, esta sob o ministério do pároco, padre Edson Roberto Morettin, padre ordenado, em fevereiro de 2007, pároco, substituindo o então pároco Pe. Valdir Forim. Como atual auxiliar paroquial temos o padre José Roberto Reis, também reitor do Seminário Nossa Senhora da Esperança, que está na paróquia desde fevereiro de 2011.
A paróquia, hoje, faz-se sede na Igreja Matriz, localizada na praça Pe. Peretti, 48, porém tendo adjacentes capelas em toda a cidade. Destaca-se as capelas de São José, São Judas, o Santuário de Nossa Senhora Aparecida, e a capela de São João Batista, abrigada no distrito de São João de Itaguaçú.

## Fundação Paroquial
A Paróquia de São Lourenço foi fundada em 1929, pelo Decreto de Dom José Marcondes Homem de Mello, bispo de São Carlos do Pinhal, desmembrando o Distrito de Paz de Mundo Novo da Paróquia de Itajobi e instituindo da Paróquia de São Lourenço de Mundo Novo. O primeiro padre paroquial que se tem notícia é o Revmo. Sr. Pe. Belisário Dantas, que apossou-se da paróquia em 30 de janeiro do ano de 1930, logo substituído pelo padre José Rodrigues Coimbra para assumir a Paróquia de São Lourenço de Mundo Novo. Em 1932 chega à Paróquia de São Lourenço de Mundo Novo do Padre Francisco Xavier de Peretti, lançador da pedra fundamental da Matriz São Lourenço.

## Construção da Igreja Matriz
A Matriz São Lourenço começou a ser construída em 5 de julho de 1933. Nesta época começou-se a fundação dos alicerces da Igreja Matriz da Paróquia de São Lourenço. Eles tinham 1,5m de altura e 1,5m de largura, mais 90 cm de terra socada. A primeira camada acima da terra é de pedra. Na torre o alicerce mede 2 metros cuja primeira camada é inteiramente de pedra. Tudo em torno da Capela-mor é inteiramente de pedras. A nova planta da Igreja Matriz foi trabalho do engenheiro Francisco Perotti, italiano da cidade de San Germano Vercellese (e cujo pai também era construtor de arcos de igrejas ainda na Itália), morador de Taquaritinga, de estilo gótico medindo 46 metros de comprimento, 16 metros de largura e a torre 35 metros; uma só nave de 28 metros de centro, 12m de coro e a torre 4,15 m. Para Abrir os alicerces e socá-los levou-se dois meses: de seis de julho a quatro de setembro.
Em 1934 os gastos com a construção já alcançavam 37,12 contos de réis que foram pagas com esmolas dos fiéis e festas. A Matriz já estava a 12 metros de altura na Capela-mor e o restante a 9,80 m (entre 1933 e 1934). Em 1935 a construção da nova igreja foi parada por alguns meses (oito meses) por falta de dinheiro. As obras só tiveram reinício no dia 28 de julho de 1936, quando a igreja Matriz que já estava coberta de telhas francesas.

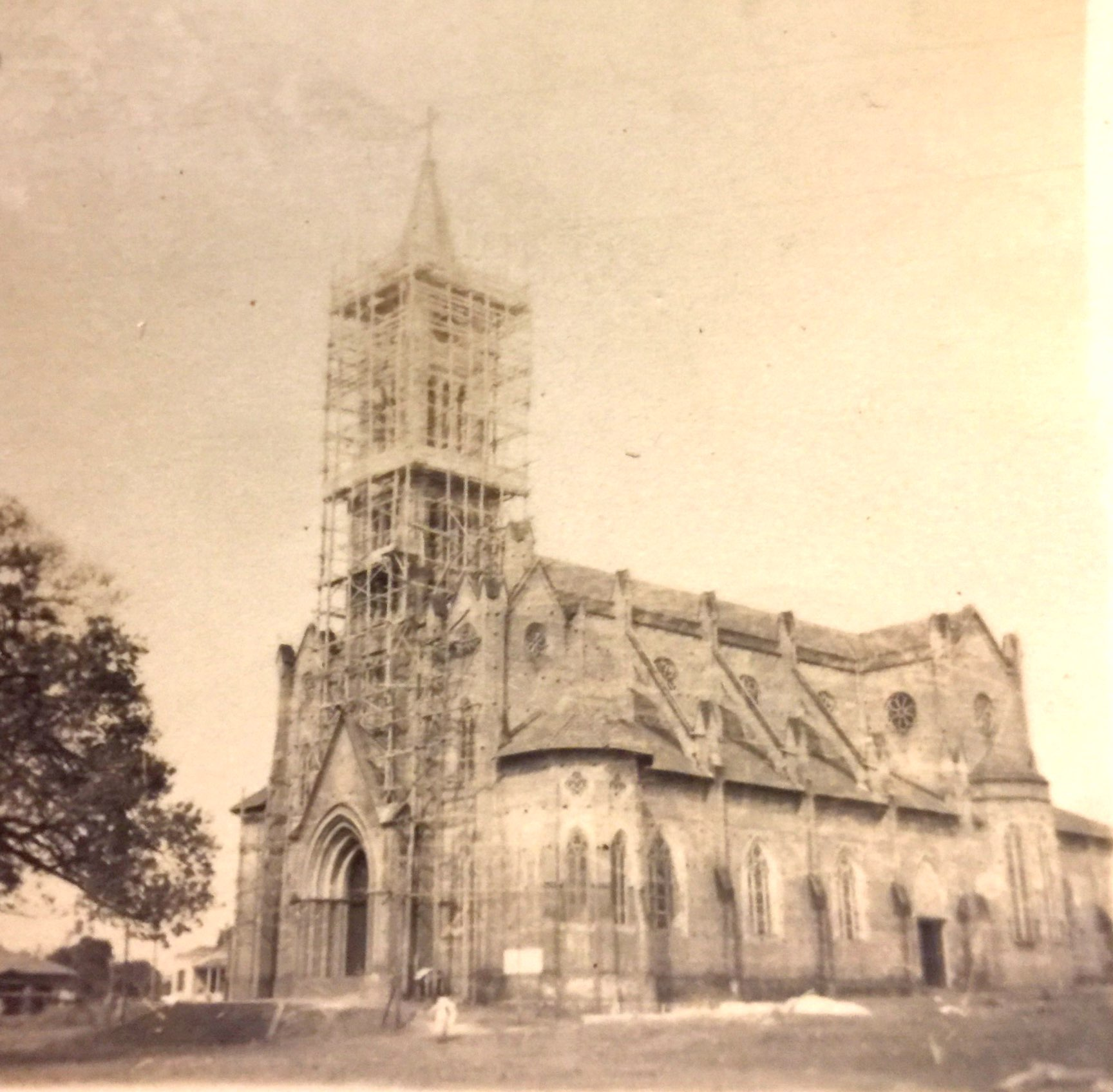
Igreja Matriz de Taquaritinga em 04/09/1951

Em 1937 foi inauguração da Igreja Matriz na missa das dez horas por Dom Gastão Liberal Pinto, bispo de São Carlos. A Igreja já estava com paredes, telhados, vitrôs, Capela-mor com estuque forrada, rebocada, moisacada assim como também a sacristia.
Eis a seguinte transcrição do termo de visita Pastoral feita por Dom Gastão.
"Durante a presente estadia teve lugar a inauguração da nova Matriz, obra esta devido ao esforço constante do Revmo. Pe. Francisco Xavier de Peretti. Em três anos e meio de trabalhos conseguiu-se levantar a bela Igreja que, pelas dimensões e linhas, satisfazem plenamente às necessidades do culto e da população local. Devido a este trabalho o Pe. Peretti tornou-se credor da população de Mundo Novo e merecedor de todas as bênçãos e louvores de seus superiores"

## Conservação
O trabalho de restauração, não só da Matriz São Lourenço, mas também em todas as capelas dá-se com os recursos adquiridos no dízimo e nas doações dos fiéis.

### Conservação da Igreja Matriz
Talvez seja impossível dizer que a paróquia São Lourenço de Urupês foi construída de apenas uma vez, mas foi melhorada ao longo da história, dito isso ao primeiro acontecimento datado no livro Resumo Histórico Cronológico da Construção e Conservação da Igreja Matriz São Lourenço de Urupês referente à construção da Matriz não seja literalmente à construção, mas sim à conservação e, ou restauração da mesma.
Sendo assim escrito:
"17/04/1933: Autorização ao Padre Peretti para a demolição do alicerce da Nova Matriz visto a mesma não oferecer uma base sólida. Nomeação da comissão de Obras: Presidente: P. Francisco Xavier de Peretti; Vice-presidente: Eurico Carvalho; Tesoureiro: Clóvis Dantas Ramalho. Secretário; Sebastião Caetano; Conselheiro: Pedro Romero, João Bragatto, Joaquim Matheus, Hoviano de Castilho, Joaquim Gonçalves, Oreste Rosa e Bechara Bauab."

## Padres e Diáconos
A paróquia São Lourenço já contou com um total de 17 padres. Os atuais padres da paróquia são o Revmo. Sr. Pe. José Luiz Cassimiro, pároco, e o Revmo. Sr. Pe. José Roberto Reis, atual auxiliar paroquial

## Padres Atuais
Os atuais padres da paróquia de São Lourenço são o pároco José Luiz Cassimiro e o auxiliar paroquial Padre José Roberto Reis. Eis os atuais padres da paroquia:

### Padre Edson Roberto Morettin
Padre Edson Roberto Morettin, mais conhecido como padre Edinho em sua paróquia, é o atual pároco da paróquia de São Lourenço da cidade Urupês onde ministra desde sua posse em 23 de fevereiro de 2008.
Padre Edinho nasceu em 20 de maio de 1980, dia de São Bernardino de Sena, santo da Idade Média que numa vida de oração e penitência discerniu seu chamado a uma vida consagrada e tornando-se sacerdote, filho de Carlos e Faustina Morettin e irmão de Edna.
Edson foi batizado em 16 de julho de 1980 na Paróquia Nossa Senhora do Carmo de Irapuã, Igreja da qual sempre participou nas pastorais. Com 13 anos já era coordenador de setor.
Padre Edinho recebeu, pela primeira vez, o corpo de Cristo ainda na paróquia de Nossa Senhora do Carmo de Irapuã, onde também recebeu o Espírito Santo na Confirmação do Batismo: a Crisma.
Em 17 de fevereiro de 1999 entrou para o seminário propedêutico em Jaú, interior de São Paulo, na então Diocese de São Carlos cursando o seu primeiro ano de filosofia nesta mesma cidade. Porém, com a transferência da diocese da antiga São Carlos para Catanduva no ano de 2001 foi para São José do Rio Preto, onde morou e estudou.
Terminando seu curso de filosofia em 2002, iniciou a teologia que significa no próprio significado linguístico ‘estudo de Deus’. Neste, cursou até o ano de 2006 recebendo os ministérios de acolito e leitor dia 12 de junho de 2005.
No fia 29 de setembro de 2006, dia dos Arcanjos (Gabriel, Rafael e Miguel) foi ordenado diácono pelo então bispo diocesano, atual bispo emérito da diocese de Catanduva, Dom Antônio Celso de Queirós juntamente com os amigos de turma Cássio e Jonas. Ordenando-se padre, finalmente, em sua terra natal, Irapuã, no dia 23 de fevereiro de 2007, sendo, por dois anos, vigário na paróquia da Imaculada conceição de Catanduva juntamente com o padre Osvaldo.
Por fim, assume como pároco a paróquia de São Lourenço, em Urupês no dia 7 de março de 2009, onde permanecerá até 2015.

### Padre José Roberto Reis
O padre José Roberto Reis é o auxiliar paroquial da paróquia de São Lourenço, ordenado assim pelo bispo da diocese de Catanduva, Dom Otacílio Luziano da Silva, em fevereiro de 2011, em subsídio ao pároco padre Edson Roberto Morettin.
Padre Reis, como é mais conhecido, é também reitor do Seminário de Nossa Senhora da Esperança, localizado na sede diocesana: Catanduva. Tal isso auxilia o pároco em ocasiões de finais de semana, já que com prioridade cuida dos assuntos referentes ao Seminário de Nossa Senhora da Esperança.

## Cronologia Sacerdotal da Paróquia São Lourenço
| Padres que passaram pela paróquia São Lourenço | Data de ingressão paroquial |
| ---------------------------------------------- | --------------------------- |
| Belisário Dantas                               | 30 de janeiro de 1930       |
| José Rodrigues Coimbra                         | 22 de agosto de 1930        |
| José Gonçalves Branco                          | 22 de novembro de 1931      |
| Francisco Xavier de Peretti                    | 28 de outubro de 1932       |
| José Arquimedes Gallo                          | 20 de setembro de 1941      |
| José N. Hein                                   | 2 de fevereiro de 1942      |
| Pedro Ferraz Penedo                            | 14 de fevereiro de 1951     |
| Rubens Augusto de Souza Espínola               | 3 de junho de 1956          |
| Félix Conrado                                  | 10 de janeiro de 1962       |
| Afrânio Maria Ramalho Machado                  | 28 de novembro de 1962      |
| Joaquim Godoi                                  | 20 de fevereiro de 1965     |
| Frei Bernardo Oleskoviz                        | 1º/11/1976                  |
| Alberto do Rio                                 | 13 de janeiro de 1974       |
| Gino Cecehin                                   | Setembro de 1983            |
| Valdir Forim                                   | 2004                        |
| Ivanildo dos Santos Costa                      | 2005                        |
| Eduardo Aparecido Braga                        | Outubro de 2010             |

| Atuais Padres da Paróquia | Data de ingressão paroquial |
| ------------------------- | --------------------------- |
| Edson Roberto Morettin    | 7 de março de 2009          |
| José Roberto Reis         | Fevereiro de 2011           |

## Cronologia Diaconal da Paróquia São Lourenço
| Diáconos que passaram pela paróquia | Data de ingressão paroquial |
| ----------------------------------- | --------------------------- |
| Aparecido Martelli                  | 21 de dezembro de 1985      |
| Eduardo Aparecido Braga             | Abril de 2010               |

## Educação Catequética
A paróquia São Lourenço oferece a catequese eucarística para todas as crianças de nove anos acima, e a catequese da Crisma, para adolescentes.

## Eucarística
Seguindo as regras da CNBB para os cursos de catequese eucarística, a Paróquia São Lourenço inicia seus trabalhos catequético-eucarístico com crianças a partir de nove anos de idade. A catequese eucarística estende-se por três anos, sendo no final do último ano o domingo dedicado à primeira comunhão eucarística das crianças com então 11 ou 12. O material para os encontros catequéticos é didático sendo obrigatório a devolução do mesmo no final do ano letivo catequético.

## Crisma
Inicia seus trabalhos com crianças e pré-adolescentes que já fizeram a primeira eucaristia. A seleção das turmas e dos catequistas é feita no começo do ano junto da seleção da catequese eucarística. Estende-se por três anos, sendo no final do último ano o domingo dedicado à Crisma dos adolescentes pelas mãos do bispo diocesano. O material para os encontros catequéticos é didático sendo obrigatório a devolução do mesmo no final do ano letivo catequético.

## Educação catequética para adultos
A paróquia São Lourenço também oferece a catequese, tanto batismal, eucarística e da Crisma, para adultos. Sendo reunidas as salas próprias, mas o ensino sendo idêntico ao da catequese eucarística.